# Xavier Dalfó
Xavier Dalfó Hors (Figueras, 1933-10 de abril de 2016) fue un periodista español, fundador de la revista Canigó que dirigió desde 1954 hasta 1971. Estaba casado desde 1968 con la filósofa, escritora y periodista Isabel Clara Simó.
A los veintiún años abandonó el negocio familiar, Can Dalfó, un comercio de ropa en la calle de Girona de Figueras, para dedicarse durante tres décadas al periodismo. Fue editor y director y realizó casi todos los trabajos que requerían sacar a la calle una publicación que nació en el ámbito local y se convirtió en un semanario de referencia en Cataluña.
El 1971, Canigó había pasado de revista mensual a ser un semanario de información general y en 1973 se trasladó a Barcelona para convertirse en una revista de ámbito catalán, sin renunciar a las raíces. A partir de aquel momento Isabel Clara Simó pasó a dirigirla.
Dalfó mantuvo amistad y relación con Salvador Dalí, Josep Pla, Frederic Marès, Rafael Sánchez Mazas o Caterina Albert.